# Priscilla Susan Falkner Bury
Priscilla Susan Falkner de Bury (Liverpool, 12 de enero de 1799 - Croydon, 8 de marzo de 1872) fue una botánica e ilustradora inglesa.
Hija de un rico comerciante de Liverpool, se casó el 4 de marzo de 1830 con Edward Bury (1794-1858), un destacado ingeniero ferroviario.

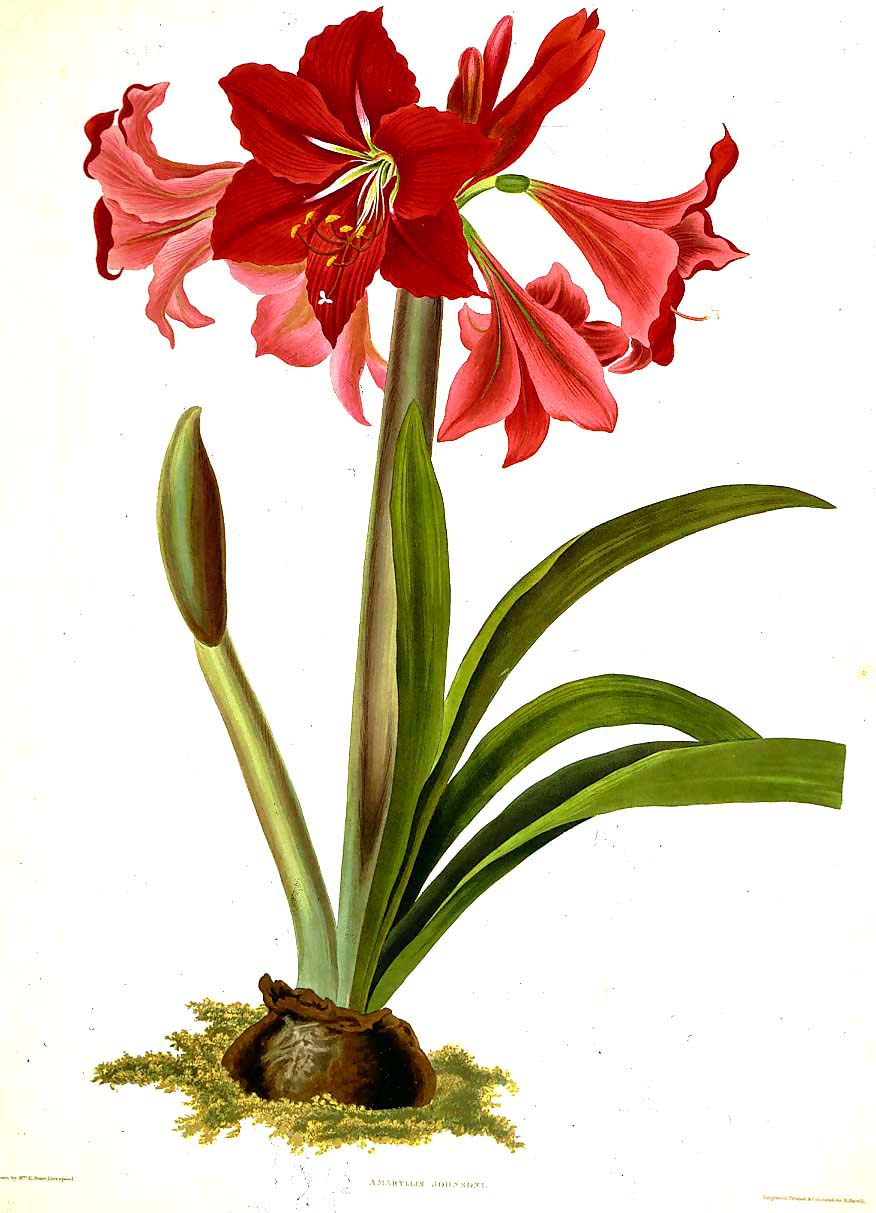
Hippeastrum ×johnsonii

Trabajando con el mecenas, y botánico amateur William Roscoe, publicó entre 1831 a 1834 A Selection of Hexandrian Plants. Los grabados fueron confiados al londinense Robert Havell, grabador de las planchas de John James Audubon. El libro se realizó grabado al aguatinta y los 350 dibujos de plantas se pintaron en parte a mano. Entre los 79 suscriptores de esos grandes folios, sobre todo de la región de Lancashire, figuraba John James Audubon.
Bury también fue la autora de las ilustraciones para The Botanist de Benjamin Maund.

## Eponimia
Especies]
- (Lamiaceae) Orthosiphon buryi S.Moore[2]